# Miya-juku

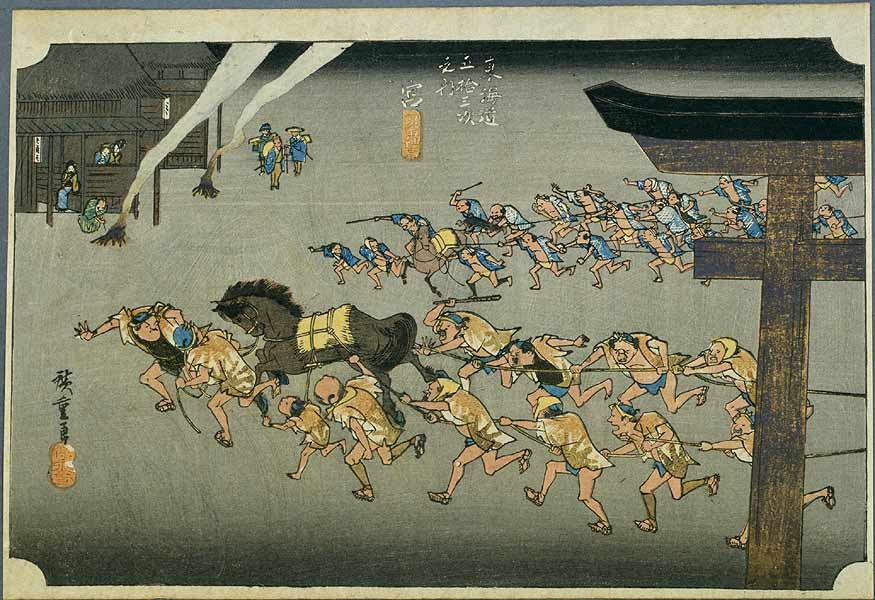
Stacja w latach 30. XIX wieku, Hiroshige Andō

Miya-juku (jap. 宮宿 Miya-juku) – czterdziesta pierwsza z 53 stacji szlaku Tōkaidō, położona obecnie w mieście Nagoja, w prefekturze Aichi w Japonii.